# Perizoma subfasciaria
Perizoma subfasciaria là một loài bướm đêm trong họ Geometridae.